# Alberto Marí
Alberto Marí Sánchez (Alicante, España, 11 de julio de 2001) es un futbolista español que juega como delantero en el Real Zaragoza de la Segunda División de España.
Es hijo del exfutbolista José Miguel Marí Sánchez y hermano menor del también futbolista Miguel Marí Sánchez.

## Trayectoria
Nacido en Alicante, se forma en el fútbol base del Hércules CF, Real Valladolid y SD Eibar y comienza su trayectoria como sénior en el CD Vitoria, filial de la SD Eibar, en la Tercera División. En julio de 2021 firma por el Valencia CF para jugar en su filial en la Tercera Federación, firmando un contrato de 3+1 temporadas. En su primera temporada, asciende con el Valencia CF Mestalla a Segunda Federación.
Logra debutar con el primer equipo el 23 de abril de 2023 en una victoria por 2-0 frente al Elche CF en la Primera División.
En agosto de 2024 se anunció la cesión de Marí al Real Zaragoza durante una temporada.

## Clubes
Actualizado al último partido disputado el 5 de octubre de 2024.
| Club                 | País   | Año       | Partidos | Goles |
| -------------------- | ------ | --------- | -------- | ----- |
| CD Vitoria           | España | 2020-2021 | 20       | 5     |
| Valencia CF Mestalla | España | 2021-2023 | 47       | 17    |
| Valencia CF          | España | 2023-2024 | 25       | 2     |
| Real Zaragoza        | España | 2024-     | 6        | 0     |